# Come Clean
Come Clean – piosenka amerykańskiej piosenkarki Hilary Duff, drugi singel z jej debiutowego albumu wydanego w 2003 roku Metamorphosis. Utwór został napisany przez Karę SioGuardi i Johna Shanksa, a CD został wydany w USA 20 stycznia 2004 przez Festival Records. W tej piosence, Duff ogłasza, że „się przyznaje” i apeluje do deszczu, aby ten „zmył jej zdrowie psychiczne”.

## Krytyczne przyjęcie
Recenzje dla singla były rozmaite. Ocena z JoeUser.com była negatywna, głosiła, iż Duff śpiewała piosenkę, ponieważ była „zmęczona byciem słodką, idealną dziewczyną” i że „chciała uwolnić się od tego oraz zostać dziką i szaloną”. Powiedział, że Duff miała zamiar „wydawania się poważną i inteligentną”, ale skończyła brzmieć „pretensjonalnie i koliście”. Również obwieścił, że tekst piosenki jest po prostu „bezsensownymi zwrotami”.
Si Harris z UKMIX dał piosence pozytywną recenzję, utrzymując, że piosenka była „świetną, przyjazną rankingom melodią, z brzmieniem, który mógł być wczesną piosenką Britney”. Również skomentował tekst i produkcję mówiąc, że „strofy są sympatyczne i kształtują szczytowy i znakomity refren”.

## Kontrowersje
Podczas wykonania Come Clean na New Year’s Eve 2004 kanału MTV, ścieżka głosowa nie zgadzała się z mimiką Duff, jej wokal nie był zgodny z muzyką graną na żywo. Ścieżka została odcięta i Duff musiała śpiewać końcowe wersy piosenki całkowicie na żywo. Jej śpiew został opisany jako „kompletnie płaski”, „poza melodią” i „smolisty”. To przysporzyło wiele pytań na temat, czy Duff kiedykolwiek śpiewała na żywo. Udowodniła, że potrafi śpiewać na żywo, gdy zaśpiewała Beat of My Heart podczas 2005 American Music Awards, dostawała zazwyczaj pozytywne recenzje od krytyków muzycznych mimo że jedna głosiła, iż „jej energii nie było podczas niektórych z jej występów”.

## Teledysk
Teledysk do singla został wyreżyserowany przez Dave’a Meyersa. Teledysk pokazuje Duff w swoim domu chodzącą z pokoju do pokoju czekając na przyjście swojego chłopaka, który utknął w deszczu. Podczas oczekiwania, przychodzą do niej przyjaciele i razem oglądają telewizję w jej salonie. Pod koniec teledysku, jej chłopak dociera do jej domu, a ona przytula go w deszczu. Teledysk debiutował w programie Total Request Live na 8. miejscu, a najwyższa pozycją jaką osiągnął było 3. miejsce. Utrzymywał się na liście przez 25 dni. Teledysk był nominowany do 2004 MTV Video Music Awards w kategorii teledysku popowego.
Został nagrany również teledysk do wersji „Come Clean [Acoustic Version]”. Pokazuje on Duff wraz z muzykami śpiewającą nad wodospadem. Przerywniki ukazują przyrodę wokół nich.

## Pozostałe informacje
Singel został wykorzystany jako motyw dla reality show telewizji MTV Laguna Beach: The Real Orange County, znalazł się na nowym soundtracku do tego programu. Remix piosenki znalazł się na kompilacyjnej płycie Duff, Most Wanted. Utwór również znalazł się w zwiastunie do filmu Historia Kopciuszka.

## Rankingi
| Ranking Państwo                              | Najwyższa pozycja |
| -------------------------------------------- | ----------------- |
| Billboard Hot 100 (USA)                      | 35                |
| US Adult Top 40 (USA)                        | 37                |
| US Top 40 Mainstream (USA)                   | 9                 |
| US Top 40 Tracks (USA)                       | 18                |
| US Hot Digital Songs (USA)                   | 63                |
| Argentina Top 40 Singles (Argentyna)         | 3                 |
| Mexico Singles Top 100 (Meksyk)              | 6                 |
| Canada Singles Top 100 (Kanada)              | 7                 |
| Dutch Top 40 (Holandia)                      | 9                 |
| Spain Singles Top 100 (Hiszpania)            | 12                |
| Ireland Singles Top 50 (Irlandia)            | 16                |
| Australia Singles Top 50 (Australia)         | 17                |
| New Zealand Top 40 (Nowa Zelandia)           | 17                |
| UK Top 75 (Wielka Brytania)                  | 18                |
| France Singles Top 100 (Francja)             | 29                |
| Hispanic America Top 40 (Ameryka Hiszpańska) | 31                |
| Belgium Singles Top 50 (Belgia)              | 33                |
| Swiss Singles Top 100 (Szwajcaria)           | 78                |
| World Official Top 100 (Świat)               | 94                |
| Airplay Official Top 100 (Świat)             | 81                |

## Ścieżka

### USA
1. Come Clean (Radio Mix)
2. Come Clean (Rhythmic Mix)
3. Come Clean (Acoustic Version)
4. Hilary Speaks
5. Come Clean (Multimedia Track)

### „Come Clean” / „Why Not” (Wielka Brytania)

#### CD1
1. „Come Clean”
2. „Why Not”

#### CD2
1. „Come Clean”
2. „Come Clean [Joe Bermudez & Josh Harris Main Mix]”
3. „Come Clean [Cut To The Chase Club Mix – Radio Edit]”
4. „Come Clean” [Teledysk]
5. Dołączono galerię zdjęć, tekst piosenki i wygaszacz ekranu.